# Drużynowe Mistrzostwa Europy Juniorów na Żużlu 2009
Drużynowe Mistrzostwa Europy Juniorów na Żużlu 2009 – zawody żużlowe, mające na celu wyłonienie medalistów drużynowych mistrzostw Europy juniorów w sezonie 2009, z udziałem zawodników do 19. roku życia. W zawodach zwyciężyli reprezentanci Polski.

## Finał
- Holsted, 23 sierpnia 2009

| Msc |                                                                                     | Drużyna / Zawodnik                                              | Biegi       | Punkty |
| --- | ----------------------------------------------------------------------------------- | --------------------------------------------------------------- | ----------- | ------ |
| 1   |                                                                                     | Polska                                                          | Polska      | 40     |
| 1   | Maciej Janowski Sławomir Musielak Patryk Dudek Dawid Lampart Przemysław Pawlicki    | (3,3,1,3,2,3) (0,–,1,–,–) (1,1,–,–,–) (3,2,u,–,2) (1,3,3,3,2,3) | 15 1 2 7 15 |        |
| 2   |                                                                                     | Szwecja                                                         | Szwecja     | 38     |
| 2   | Simon Gustafsson Anton Rosén Ludvig Lindgren Linus Sundström Dennis Andersson       | (2,3,2,3,2) (2,–,3,1,–) (2,2,3,–,u) (–,2,1,2,) (2,3,1,1,1)      | 12 6 7 5 8  |        |
| 3   |                                                                                     | Dania                                                           | Dania       | 27     |
| 3   | Michael Jepsen Jensen René Bach Simon Nielsen Patrick Bjerregaard Michael Palm Toft | (w,3,3,2,1,1) (3,u,2,2,0,3) (1,0,–,–,–) (0,0,–,–,–) (2,0,2,2)   | 10 1 0 6    |        |
| 4   |                                                                                     | Czechy                                                          | Czechy      | 15     |
| 4   | Michael Hádek Pavol Pučko Michal Dudek Jan Holub Václav Milík                       | (3,2,1,0,3,0) (1,1,0,0,–) (0,0,–,–,–) (1,1,0,0,0) (0,1,1)       | 9 2 0 2 2   |        |

Bieg po biegu:
1. Lampart, Rosén, Holub, Jensen (w)
2. Bach, Gustafsson, P.Dudek, M.Dudek
3. Janowski, Lindgren, Pučko, Bjerregaard
4. Hádek, Andersson, Nielsen, Musielak
5. Janowski, Sundström, Holub, Bach (u)
6. Jensen, Lindgren, Pawlicki, M.Dudek
7. Gustafsson, Lampart, Pučko, Nielsen
8. Andersson, Hádek, P.Dudek, Bjerregaard
9. Jensen, Gustafsson, Musielak, Holub
10. Rosén, Toft, Janowski, Milík
11. Pawlicki, Jensen, Sundström, Pučko (w)
12. Lindgren, Bach, Hádek, Lampart (u)
13. Janowski, Sundström, Milík, Toft
14. Pawlicki, Toft, Andersson, Holub
15. Pawlicki, Bach, Rosén, Pučko
16. Gustafsson, Janowski, Jensen, Hádek
17. Hádek, Pawlicki, Andersson, Bach
18. Pawlicki, Toft, Andersson, Holub
19. Bach, Lampart, Milík, Lindgren (u)
20. Janowski, Gustafsson, Jensen, Hádek